# Lejonsommar
Lejonsommar är en svensk dramafilm från 1968 i regi av Torbjörn Axelman. I rollerna ses bland andra Sven-Bertil Taube, Essy Persson och Margareta Sjödin.

## Handling
Filmen utspelar sig på Gotland sommartid. Dit kommer succéförfattaren Mauritz för att skriva en handbok om astrologi. Mauritz är född i lejonets tecken och gör ön osäker på sin medförda motorcykel.

## Om filmen
Lejonsommar spelades in från mitten av juni till början på augusti 1967 i Visby och Själsö på Gotland efter ett manus av Axelman, Sandro Key-Åberg, Ardy Strüwer och Lasse Åberg. Fotograf var Hans Dittmer och klippare Margit Nordqvist. Musiken komponerades av Ulf Björlin, Ronnie Dunne och Taube. 
Filmen premiärvisades den 8 januari 1968 på biograferna Grand och Alcazar i Stockholm. Den är 96 minuter lång och tillåten från 15 år. Filmens amerikanska titel var Vibration. Lejonsommar har även visats på TV3.

## Rollista
- Sven-Bertil Taube	– Mauritz Persson, författare
- Essy Persson – Eliza, skådespelare
- Margareta Sjödin – Barbro, tjänsteflicka
- Ulf "Dumle" Brunnberg – Jonas, filmskådespelare
- Ardy Strüwer – Kono Tahiri, österländsk filosof och konstnär
- Lasse Åberg – Gunnar, fotograf
- Anne-Marie Engwall – Louise, konststipendiat
- Yvonne Persson – Annika, Elizas sekreterare
- Ann-Christin Magnusson – Mari, en skolflicka
- Inez Graf – målare och musikdirektris
- Thyra Pettersson – pensionatsvärdinnan
- William Pettersson – fiskare
- Hans Wallbom – fiskare
- Jesper Taube – Tomten
- Torbjörn Axelman – konstvetare

### Fotnoter
1. 1 2 3  ”Lejonsommar”. Svensk Filmdatabas. http://sfi.se/sv/svensk-filmdatabas/Item/?itemid=4778&type=MOVIE&iv=Basic&ref=/templates/SwedishFilmSearchResult.aspx?id%3d1225%26epslanguage%3dsv%26searchword%3dlejonsommar%26type%3dMovieTitle%26match%3dBegin%26page%3d1%26prom%3dFalse. Läst 5 april 2013.
2. ↑  Dagens Nyheter, 8 januari 1968, sid. 39